# Luk thung
Luk thung (tiếng Thái: ลูกทุ่ง) hay là một thể loại âm nhạc Thái Lan đại thể tương đương với nhạc pop phương Tây và bolero Việt Nam.
Nó thường được gọi là nhạc đồng quê Thái Lan, là một thể loại bài hát tiếp biến văn hóa xuất hiện sau Thế chiến thứ hai trong các khu vực miền trung của Thái Lan. Thể loại này bắt nguồn từ phleng Thai sakon, và phát triển vào đầu thế kỷ 20. Đặc biệt, Suphanburi đã trở thành trung tâm của âm nhạc luk thung, sản sinh ra nhiều nghệ sĩ lớn, bao gồm Suraphol Sombatcharoen và Pumpuang Duangjan. Thể loại này đã được phổ biến rộng rãi ở khu vực đông bắc. Ngay từ đầu đã dựa trên truyền thống âm nhạc mó lam đông bắc và ngôn ngữ Isan đông bắc.

## Tổng quan
Các bài hát Luk thung bao gồm những ca từ thơ mộng thường phản ánh lối sống nông thôn, những nét văn hóa và khuôn mẫu xã hội ở Thái Lan. Các bài hát thường được hát với giọng đồng quê đặc biệt và cách sử dụng phổ biến của rung, và được hòa âm với các nhạc cụ phương Tây, chủ yếu là nhạc cụ đồng và nhạc cụ điện tử, cùng với các nhạc cụ truyền thống của Thái Lan như khèn bè và đàn phin,... Về mặt trữ tình, các bài hát đề cập đến nhiều chủ đề, thường dựa trên cuộc sống nông thôn Thái Lan: nghèo đói ở nông thôn, tình yêu lãng mạn, vẻ đẹp của phong cảnh nông thôn, tín ngưỡng tôn giáo, văn hóa truyền thống và cuộc khủng hoảng chính trị. Về ngôn ngữ, luk thung hát bằng tiếng Thái Trung tâm, Thái Nam (Tai), Thái Đông Bắc (Isản), Thái Bắc (Lán Na), tiếng Thái Đen và tiếng Phu Thái.
Bản thu âm đầu tiên của thứ được coi là luk thung lũng là "Mae Saao Chaao Rai", do Hem Vejakorn viết cho Suraphol Sombatcharoen vào năm 1938, một bản nhạc nền cho bộ phim truyền hình phát thanh, "Saao Chaao Rai" ("Quý cô nông phu'). Thuật ngữ luk thung được đặt ra lần đầu tiên vào ngày 1 tháng 5 năm 1964 bởi Chamnong Rangsikul, người bắt đầu một chương trình truyền hình cho Kênh 4 có tiêu đề "Phleng Luk Thung".

### Nguồn gốc

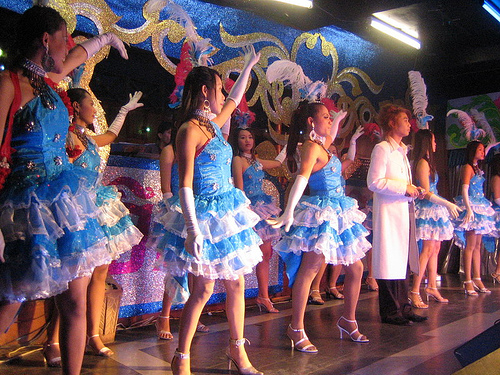
Hòa nhạc Luk thung với vũ công Haang Kreuang

## Lịch sử